# أوفالي السفلى
أوفالي السفلى أو نيجني أوفالي (الروسية: Ни́жний Уфале́й) هي إحدى قرى روسيا في الكيان الفدرالي الروسي أوبلاست تشيليابنسك. يبلغ عدد سكانها حوالي 2839 نسمة.